# Alverca do Ribatejo
Alverca do Ribatejo este un oraș în Vila Franca de Xira, Portugalia.